# Luigi Mazzella
Luigi Mazzella (Salerno, 26 maggio 1932) è un giurista e politico italiano, è stato giudice della Corte costituzionale e Ministro per la funzione pubblica.

## Biografia
Laureatosi in giurisprudenza nel 1954 presso l'Università di Napoli, vinse il concorso per l'Avvocatura dello Stato nel 1956. Ha svolto il ruolo di capo gabinetto in ambito ministeriale e ha svolto incarichi direttivi presso pubbliche istituzioni, a livello nazionale e regionale.
Iscritto all'albo dei giornalisti pubblicisti dal 1992, ha redatto saggi, articoli e libri su riviste giuridiche.
Il 13 dicembre 2001 è stato nominato Avvocato Generale dello Stato e lo resta fino al 2005. Dal 14 novembre 2002 al 2 dicembre 2004 è stato Ministro per la funzione pubblica nel Governo Berlusconi II.
Il 15 giugno 2005 è stato eletto dal Parlamento alla Corte Costituzionale. Il successivo 27 giugno ha lasciato l'Avvocatura Generale dello Stato e l'indomani ha giurato come giudice costituzionale.
Il 29 gennaio 2013 è stato nominato, dal neoeletto presidente della Corte costituzionale della Repubblica Italiana Franco Gallo, vicepresidente vicario della stessa Corte. Resta alla Consulta fino al 2014.
L'11 dicembre 2017 viene nominato presidente d'onore dell'associazione culturale Liberalismo Gobettiano.  Fa parte del comitato scientifico della fondazione Luigi Einaudi.

### Controversie
Nel maggio 2009 Luigi Mazzella tenne nella sua residenza romana una cena alla quale avrebbero partecipato il suo collega giudice delle Corte costituzionale Paolo Maria Napolitano, il Presidente del Consiglio Silvio Berlusconi, il Ministro della Giustizia Angelino Alfano, il sottosegretario alla Presidenza del Consiglio Gianni Letta e il presidente della Commissione Affari Costituzionali del Senato Carlo Vizzini.
La notizia dell'incontro ha dato vita ad un dibattito sulla sua opportunità, soprattutto in vista del giudizio con cui successivamente, il 7 ottobre 2009, la Corte costituzionale ha dichiarato incostituzionale il cosiddetto lodo Alfano.
Il 1º luglio 2009 il deputato dell'Italia dei Valori Antonio Di Pietro in un'interrogazione parlamentare si è espresso con "la richiesta formale di dimissioni, oltre che dei due giudici della Corte costituzionale che si sono prestati al gioco, o quantomeno la loro astensione, le dimissioni sue, Ministro della giustizia".
Nei giorni successivi Mazzella ha scritto una lettera aperta a Berlusconi in cui ha rivendicato "il diritto 'umano' di invitare a casa mia un amico di vecchia data" come lui.
Roberto Bin, professore ordinario di Diritto costituzionale all'Università di Ferrara, pur non ritenendo il comportamento formalmente censurabile, poiché ai giudici costituzionali le norme ordinarie non sono applicabili, ha definito tracotante il comportamento del giudice Mazzella. Più corretto sarebbe stato invece il giudice Napolitano, che "si è gustato la cena ed ha taciuto". Il presidente emerito della Corte Cesare Mirabelli ha espresso un parere simile: la cena è stata altamente inopportuna anche se non violava alcun dovere giuridico..
L'interrogazione parlamentare ha spinto anche il giudice Napolitano a intervenire, con una lettera indirizzata al direttore del Corriere della Sera, nella quale ha accusato l'ex-magistrato di ingerenza e di aver deformato "basilari concetti" che invece dovrebbe conoscere. Fra questi: la Corte non fa parte dell'ordinamento giudiziario e quindi i paragoni con i normali processi sarebbero sbagliati; il Presidente del Consiglio non è imputato e non può essere un imputato nel procedimento costituzionale. Tali argomenti sono stati criticati da Alessandro Morelli, ordinario di diritto costituzionale a Catanzaro: i principi comuni possono essere applicabili anche ai procedimenti costituzionali; anche se non formalmente, sostanzialmente il Presidente Berlusconi è parte nel giudizio. Morelli giudica gravi anche le esternazioni dei due giudici, perché metterebbero in pericolo la stessa legittimazione della Corte.

## Attività svolte
1 – Direzione di pubbliche istituzioni nazionali e regionali svolta in modo autonomo:
a) Commissario Straordinario alla Gestione Autonoma dei Concerti dell’Accademia Nazionale di Santa Cecilia dal 1974 al 1978 (nominato dal Ministro dello Spettacolo On. Adolfo SARTI).
b) Commissario Governativo dell’Accademia Nazionale d’Arte drammatica “Silvio d’Amico” dal 1979 al 1986 (nominato dal Ministro della Pubblica Istruzione Sen. Giovanni SPADOLINI).
c) Commissario Straordinario dell’IDISU (poi ADISU)  Università di Tor Vergata di Roma, dal 1993 al 1997, nominato dalla Regione Lazio.
d) Vice Presidente del Consiglio di Amministrazione della Banca Nazionale del Lavoro – Sezione Autonoma di Credito Cinematografico (SACC) dal 1984 al 1990.
e) Vice Presidente del Consiglio Direttivo dell’Accademia Filarmonica Romana, prestigiosa e plurisecolare istituzione musicale di rilevanza nazionale.
f) Membro del Consiglio Direttivo dell’Ente Autonomo “La Biennale di Venezia” per due mandati consecutivi.
2 – Incarichi direttivi in Gabinetti Ministeriali:
a) Vice Presidenza del Consiglio dei Ministri dal 1970 al 1973 (Vice Capo di Gabinetto).
b) Ministero dei lavori pubblici dal 1973 al 1975 (Capo dell’Ufficio Legislativo).
c) Ministero della difesa dal 1979 al 1983 (Consigliere Giuridico del Ministro).
d) Ministero per il turismo e lo spettacolo dal 1983 al 1985 (Capo di Gabinetto).
e) Ministero dell’ambiente dal 1986 al 1987 (Capo di Gabinetto)
f) Ministero delle aree urbane dal 1987 al 1993 (Capo di Gabinetto).
3 – Attività svolte in organismi internazionali e altri organismi interni:
a) Membro del Comitato per i Pubblici Appalti della allora CEE a Bruxelles dal 1973 al 1975.
b) Membro del Comitato Giuridico dell’Organizzazione Internazionale dell’Aviazione Civile (ICAO-OACI) a Montreal dal 1983 al 1985.
c) Membro del Comitato per gli Affari Urbani dell’OCSE a Parigi dal 1987 al 1993.
d) Membro della delegazione della Cassa per il Mezzogiorno dal 1973 al 1975.
e) Membro del Consiglio Superiore delle Forze Armate dal 1981 al 2002.
f) Membro del Consiglio di Amministrazione dei Monopoli di Stato.
g) Giudice della Commissione Tributaria Centrale dal 1992 al 2002.
4 – Attività ulteriori:
a) Presidente o Membro di Commissioni di studio istituite dalla Pubblica Amministrazione (Commissione Giannini per il riordino delle forze armate, Commissione per la rilocalizzazione dei Ministeri in Roma Capitale ed altre).
b) Presidente o Membro di commissioni di esame (Avvocatura dello Stato, INPS ed altre).
c) Autore di saggi ed articoli su riviste giuridiche (Rassegna dell’Avvocatura dello Stato e numerose altre) e su riviste di studi politici e di cultura (“Specchio Economico”, “Politica e Mezzogiorno” “Minerva” ed altre).
d) È iscritto all’albo dei giornalisti pubblicisti (Ordine interregionale del Lazio e del Molise) dal 1992.
6 – Autore di libri:
A)  SAGGI SOCIO-POLITICI
```
          1. “Cinquanta proposte di buon governo” - Marsilio - 1992; 
```

2 . “L’irresistibile vento dell’ovest” - Minerva  - 2001;
```
          3 . “Recondite armonie diriformediverse”- Maggioli - 2004; 
```

```
          4 . “Le utopie possibili. Bel Paese e Buon Governo” - Maggioli 2005; 
```

5. “Le probabilità ragionevoli” - Minerva 2006;
```
          6. “La passione della ragione” - Avagliano - 2008;7
```

```
          7. “Dall’impegno al distacco” - Avagliano - 2007;
```

8. “Casta Italia” - Avagliano - 2009;
9.  “Nessun dorma” - Avagliano - 2010;
10. “Le luci spente dell’illuminismo” - Avagliano - 2010;
11.  “La forza e la frode” –Avagliano 2012
```
        12. “Il dispotismo indulgente” – Avagliano - 2013
```

13. “Eurocrash, cinquanta ipotesi d’incerto futuro” – Curcio 2014
14. “Debole di costituzione” –Mondadori 2014
15. “Europa mia, benché ‘l parlar sia indarno” – Avagliano 2017
16. “Il decennio nero degli Italiani”- Avagliano 2018
17. “Elogio del pensiero libero” - Avagliano 2019
B) SAGGI CINEMATOGRAFICI
1. “Il bello nel cinema”- Seam - 2000;
2. “Il Leone e gli Oscar”- Eagle Pictures  - 2001; 
3.“Fermo immagine”-- - Minerva - 2001;
4. “Il cinema tra irrisione e riflessione” Avagliano - 2011.
5. “Voce fuori campo” –Avagliano - 2014. 
6. “L’orso e la Palma” – Istituto Culturale del Mezzogiorno- 2017
7. “50 film da rivedere, per riflettere ancora” – Ist.Cult. Mezz.2018
8. “Federico Fellini, il visionario realista” – Ist. Cult.Mezz. 2018 
9. “Federico Fellini–realista e visionario”-id. Monografia completa. 2019
C) NARRATIVA E POESIA
1. “Un gioco malandrino di finestre e balconi” Avagliano - 2006;
2. “Il Chiodo nella sabbia” - Avagliano - 2008;
3. “La baia del dubbio” - Avagliano - 2009;
4. “La verità dietro l’angolo -  Avagliano - 2011
5. “I pazzi e le smorfie” –– 3 Edizioni - Genesi 2011
6. “La Grimpeuse – Confessioni di una rampante” – Genesi 2013
7. “Grigio senza sfumature”– Avagliano 2014 
8. "In fuga dall’intimità” –  Avagliano 2015. 
9. “I pazzi e le smorfie” Poesie Genesi 2013
10. “Canzoniere satirico” – Genesi 2015.
11. “L’implosione”  –Avagliano 2016.
12. “La complicità del perdono” –  Marsilio 2016
13. “Vissi d’arte” – Avagliano - 2018 
14. “Fake off – Le falsità pericolose” –Avagliano -2019
15. “Due alberi distanti nello stesso giardino” – Avagliano 2020 (in stampa).
D) SAGGI IN OPERE COLLETTANEE
1. Saggio in “La riforma costituzionale ai raggi X” – 2016
2.  Saggio in “Omaggio a Francesco De Sanctis” - 2016 
3. Saggio in “ Meno Stato, più Società” – 2016
4 - Saggio in “Reinventare l’Amministrazione” –2017
PREMI E RICONOSCIMENTI IN CAMPO LETTERARIO
Premio Grinzane Cavour Cesare Pavese - Menzione speciale al Premio Roma - Premio per la narrativa del Centro di psicologia Salvatore Valitutti di Salerno - Menzione speciale al Premio Internazionale di saggistica “Salvatore Valitutti”- - Premio Presidente Provincia Salerno al premio internazionale di saggistica “Salvatore Valitutti” - Premio alla carriera al Premio internazionale di saggistica “Salvatore Valitutti” -Premio al Festival Cinematografico di Salerno- Premio Letterario Emily Dickinson- 1º classificato – Premio i Murazzi di Torino alla Carriera – Premio Domenico Aliquò per la poesia e per la narrativa.- Premio Capri per la narrativa- Premio A.Ekberg per la monografia su Federico Fellini.